# Ярамышьян, Шаген Шабойлович
Шаген Шабойлович Ярамышьян (укр. Шаген Шабойлович Ярамиш’ян; 15 марта 1932, село Шош, Нагорно-Карабахская АО — 10 апреля 2015) — советский и украинский учёный-криминалист и преподаватель, армянский общественный деятель. Кандидат юридических наук (1982), доцент (1985). Около пятидесяти лет работал в Национальном юридическом университете имени Ярослава Мудрого, где занимал должность доцента. Ученик профессора Г. А. Матусовского.

## Биография
Шаген Ярамышьян родился 15 марта 1932 года в селе Шош Нагорно-Карабахской автономной области Азербайджанской ССР. Его родители были служащими. В двадцать девять лет поступил в Харьковский юридический институт, который окончил в 1966 году. Ещё обучаясь в институте в июне 1963 года начал работать в нём на кафедре криминалистики.
Работая в вузе занимал должности старшего преподавателя и доцента, занимался исследованием таких вопросов криминалистики как: средства выявления следов рук, тактика следственного эксперимента и осмотра места происшествия. В 1970-х годах был допущен к преподаванию дисциплин «автодело» и «криминалистика».
В 1982 году в Харьковском юридическом институте под научным руководством профессора Григория Матусовского Ш. Ш. Ярамышьян написал и защитил диссертацию на соискание учёной степени кандидата юридических наук по теме «Следственный эксперимент при расследовании автотранспортных происшествий». Его официальными оппонентами на защите этой работы были профессора Игорь Маландин и Николай Селиванов. В 1985 году Шагену Ярамышьяну было присвоено учёное звание доцента. Помимо основной работы, занимался общественной деятельностью. В 1980-х вошёл в состав президиума новообразованной Армянской общины Харькова.
В 2010 году «за весомый вклад в построение правового государства, укрепление законности и правопорядка» был награждён Благодарностью председателя Харьковской областной государственной администрации. Продолжал заниматься преподаванием в Национальном юридическом университете имени Ярослава Мудрого (до 1991 года — Харьковский юридический институт) вплоть до 2014 года. Коллеги по вузу характеризовали его как «высококвалифицированного специалиста». Скончался 10 апреля 2015 года.